# Dysschema rubrimargo
Dysschema rubrimargo là một loài bướm đêm thuộc phân họ Arctiinae, họ Erebidae.